# کلیسای آرتاوازیک
کلیسای آرتاوازیک (ارمنی: Արտավազիկ եկեղեցի) یک کلیسا حواری ارمنی واقع در یک کیلومتری شمال دهکدهٔ بیوراکان در استان آراگاتسوتن در غرب کشور ارمنستان است. ساخت و ساز این ساختمان سدهٔ ۷ام میلادی به پایان رسید.

## نگارخانه

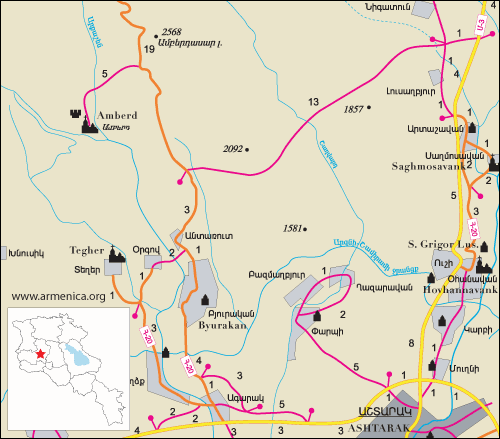
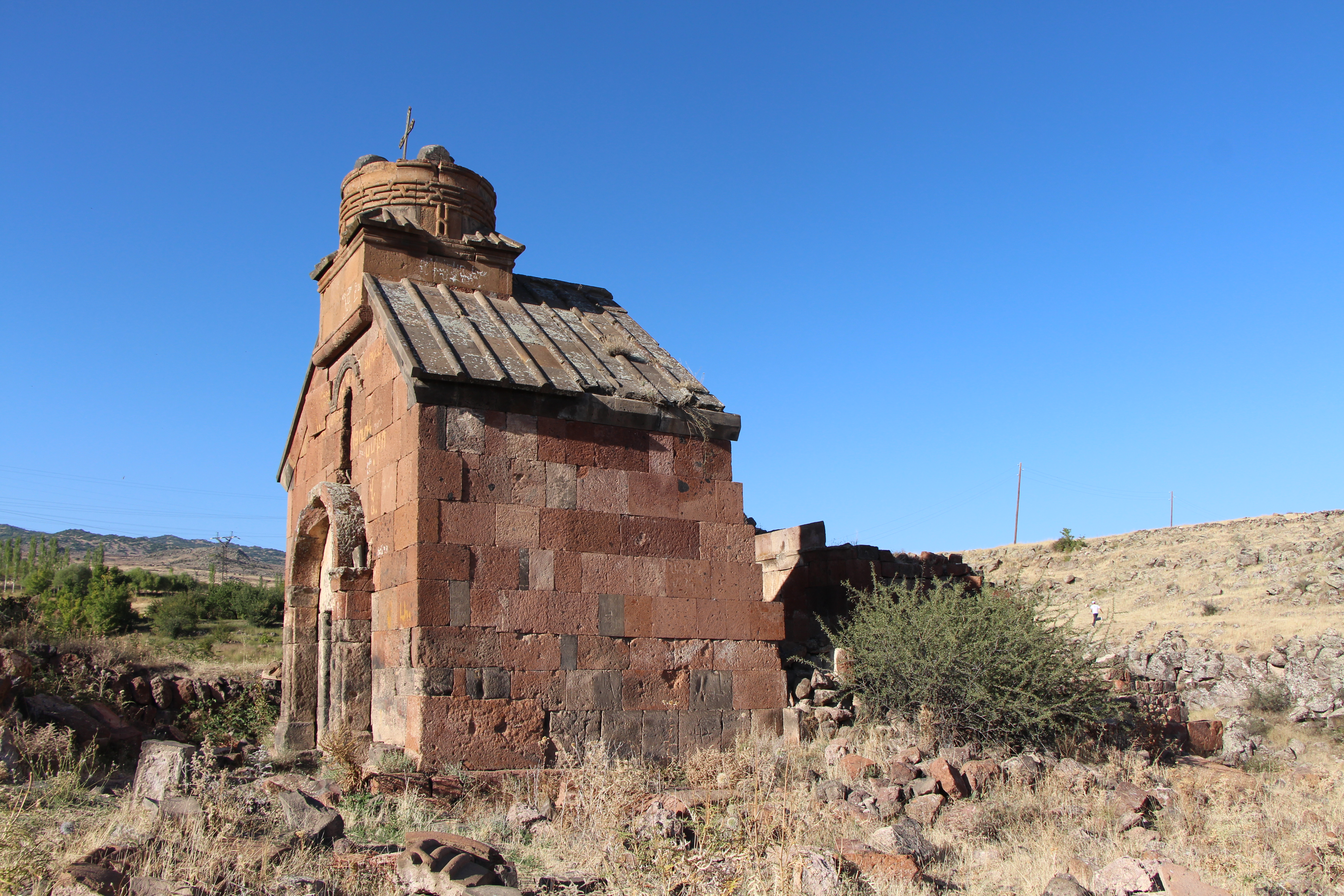
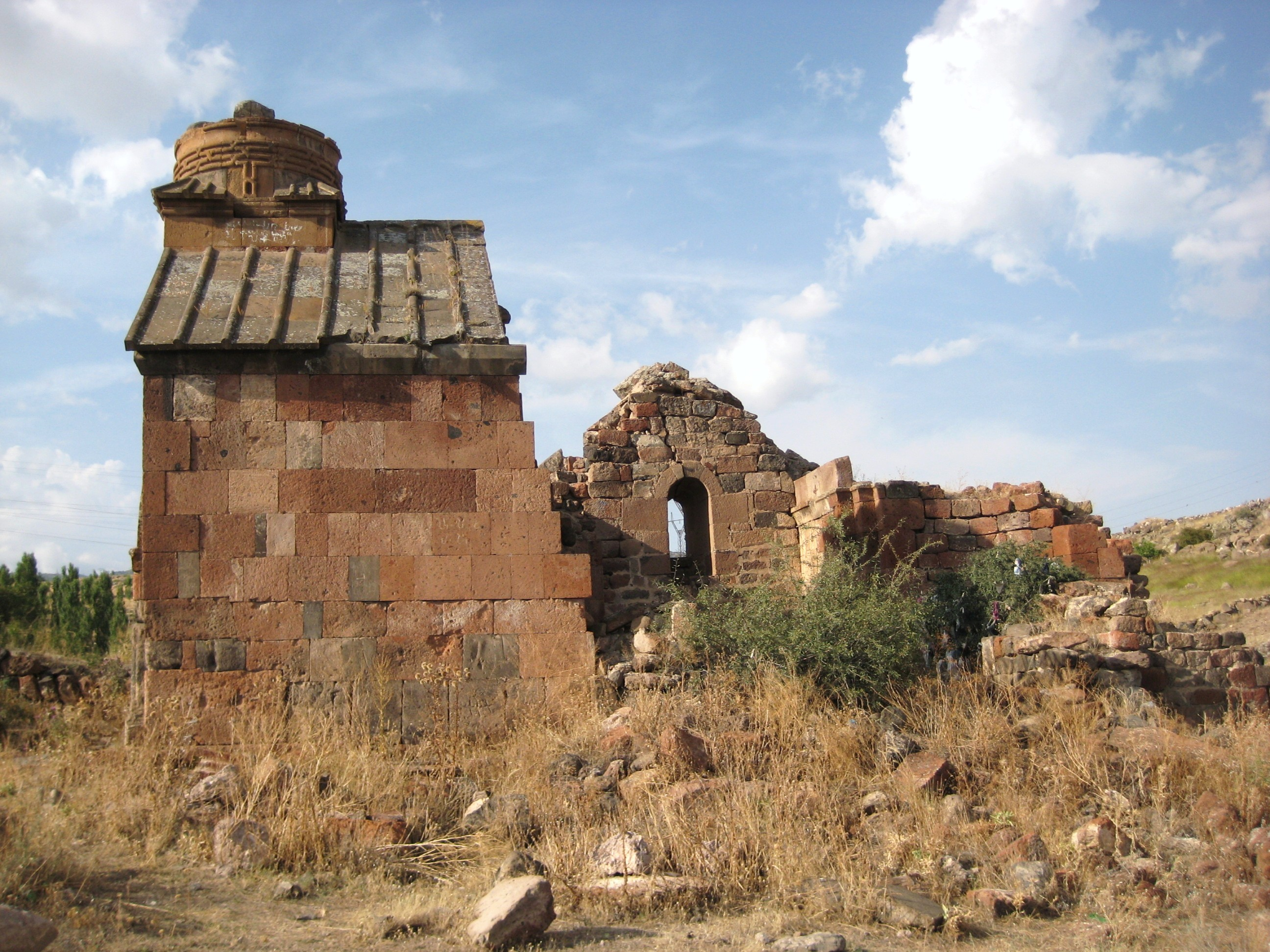
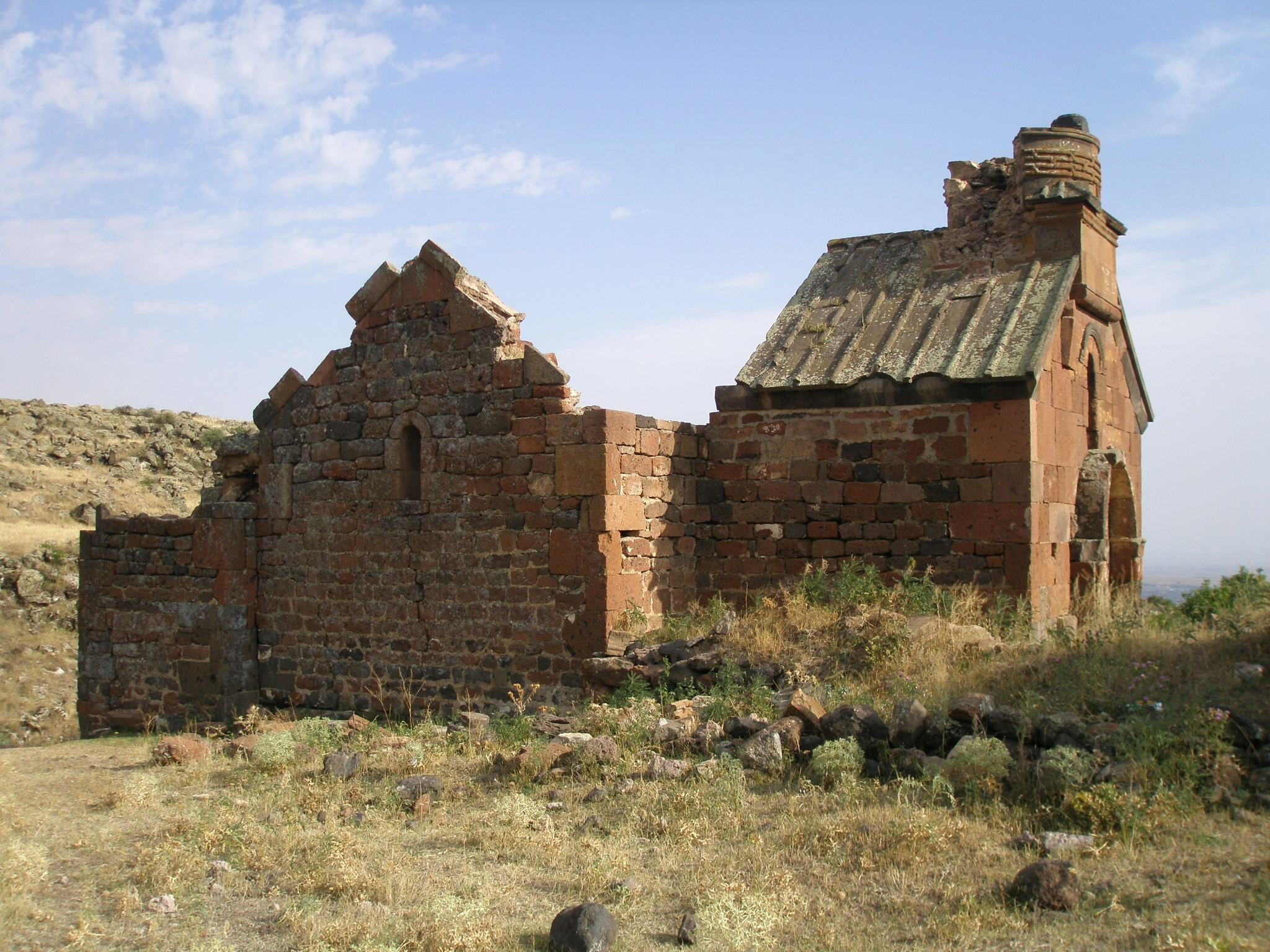
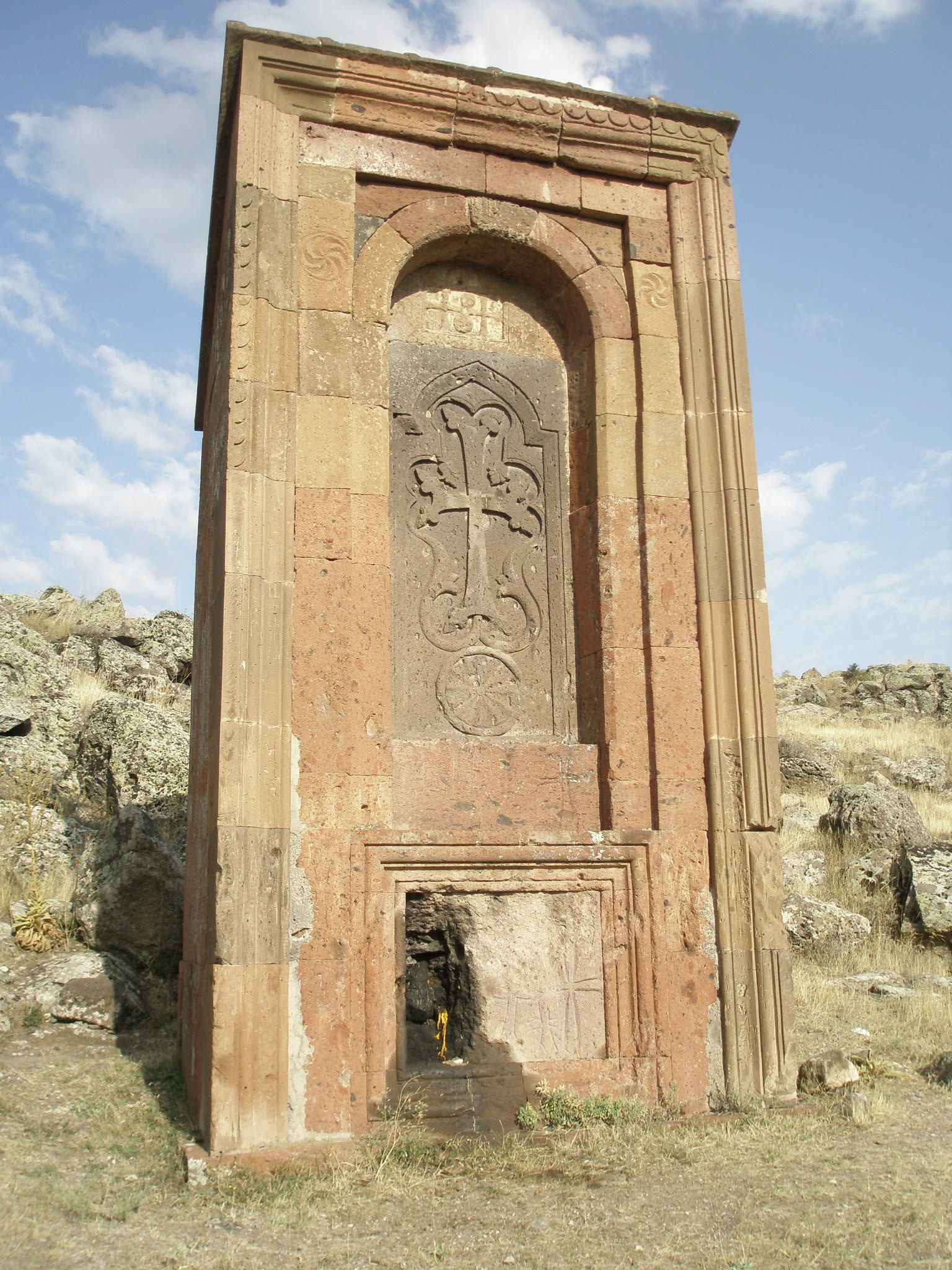
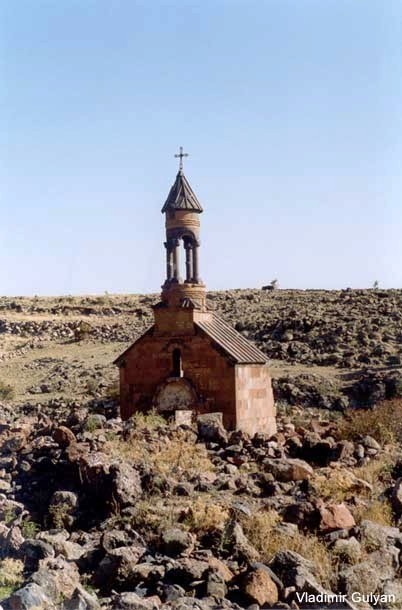
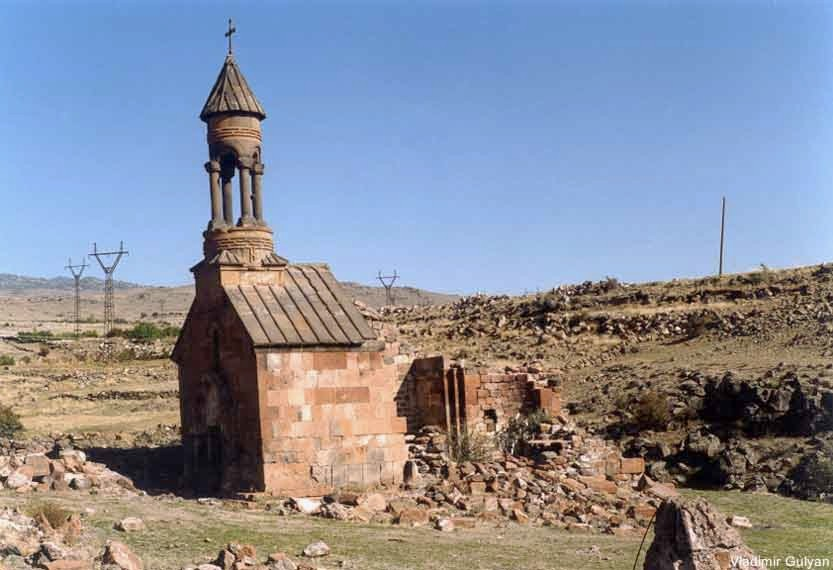
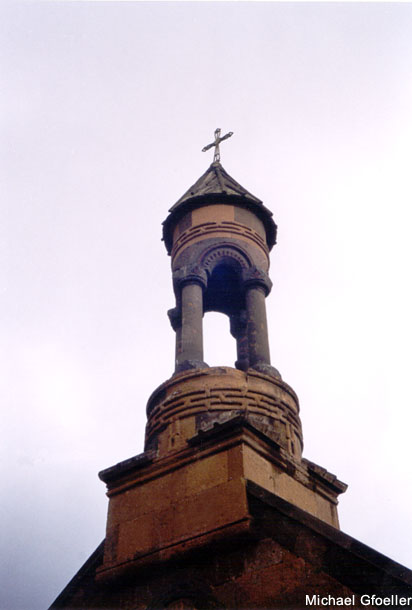